# Christiane Peugeot
Pour les autres membres de la famille, voir Famille Peugeot.
Christiane Peugeot, née à Mulhouse le 6 décembre 1927, est une écrivaine et peintre français ; elle s'est par la suite également spécialisée dans les collages.

## Biographie

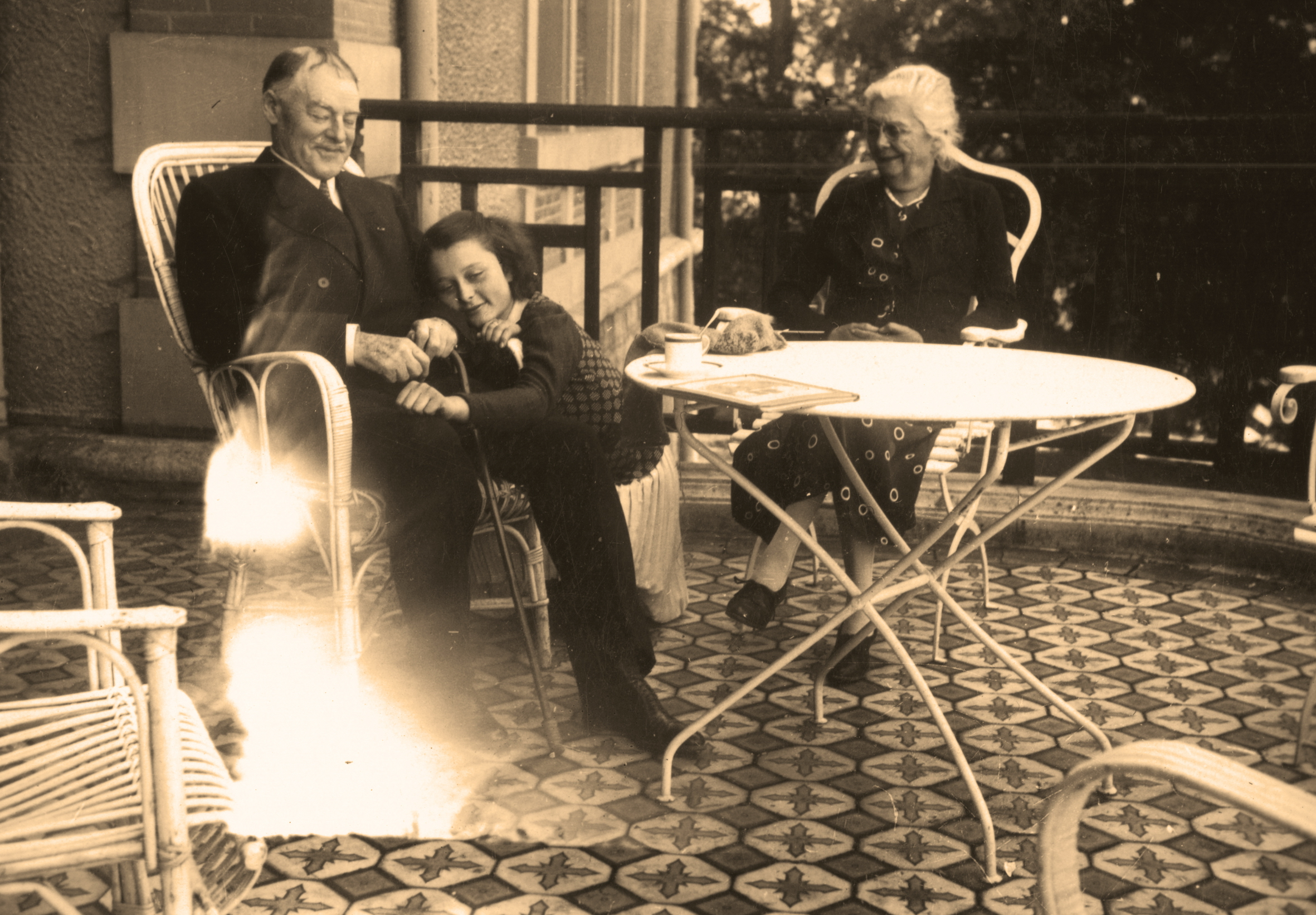
Christiane Peugeot avec ses grands-parents paternels Robert Ier et Jeanne Peugeot.

Christiane Peugeot est l’aînée des filles d'Eugène Peugeot (1899-1975) ainsi que l’aînée des petites-filles de Robert Ier Peugeot (1873-1945), le chef de famille qui donna l'immense impulsion à l'entreprise automobile familiale.
Elle crée en 1990 l'Atelier Z - Centre Culturel Christiane Peugeot, en l'honneur du peintre Zevaco, dont elle fut la dernière compagne.
L'Atelier Z a changé de dénomination en août 2013 et s'intitule désormais Espace Christiane Peugeot. Il est situé au 62 avenue de la Grande-Armée à Paris dans le 17e arrondissement, juste en face du siège social de l'entreprise familiale, PSA Peugeot Citroën.

## Livres
- 1990 : La Main cette inconnue, éditions du Chariot
- 1994 : La Chirologie autrement : les lignes de la main, reflet de votre destin, éditions Jacques Grancher
- 1999 : Le Livre des Réincarnations, éditions Fernand Lanore
- 2000 : Quatre approches conjuguées : Morphopsychologie, Chirologie, Graphologie, Astrologie, éditions Fernand Lanore
- 2006 : Libérez Peugeot, éditions La Bruyère
- 2007 : Mon nom de voiture, éditions La Bruyère
- 2012 : Comment la prostitution vient aux femmes, éditions La Bruyère
- 2012 : La Mère aragne, éditions Persée
- 2012 : On a retrouvé le journal d'une cocotte de la Belle Époque, Madame Steinheil, ma grand-tante, éditions Unicité
- 2014 : Sois pute et tais-toi, éditions forgeurs d'étoiles
- 2014 : Mémoires d'une Peugeot, éditions Unicité
- 2019 : Plus de blagues que de mal, édition Unicité